# Donát Šajner
Donát Šajner, vlastním jménem Jaroslav Šajner (24. ledna 1914 Soběslav – 1. května 1990 Praha) byl český spisovatel-prozaik a básník a po roce 1948 i funkcionář v kulturní politice.
Po vystřídání několika zaměstnání se stal v roce 1957 redaktorem Československého rozhlasu, od roku 1972 byl vedoucím tajemníkem Svazu spisovatelů. Byl básníkem, autorem knih pro děti a mládež a rozhlasových her. Ve svých dílech často popisuje osudy prostých lidí a krásu jihu Čech. Začal psát již v době německé okupace v období Protektorátu.

## Dílo

### poezie
- Červený kolotoč, 1935
- Řečí země, 1941
- Matěj Kopecký, 1941
- Den u pramene, 1944
- Kudy chodí dny, 1963
- Upamatování, 1970
- Dohlédnutí, 1973
- Co řeklo slunce, 1975
- Já jenom o tobě, 1977
- Každou hodinu, 1980
- Obrana křídel, 1982
- Proto, 1985
- Velký třesk, 1987

### próza
- Větev dobra, 1943
- Minulý čas, 1946
- Žně marnosti, 1946
- Vláha, 1952
- Kdyby jen červenec..., 1956
- Rváči a padavky, 1983

### literatura pro děti a mládež
- O třech labutích, 1944
- Paměti uličníkovy, 1945
- Zpívající digger, 1950
- Tovaryši, 1953
- Obrázky z přírody, 1953
- Pan Král z Koněpes, 1971
- Jak jsem našel Livingstona, 1972
- Kde louky nejvíc voní, 1972
- Vyprávění na lavičce, 1974
- Takový nádherný kus cesty, 1975
- Blázínci ze Lhoty, 1986